# Chaetonerius perstriatus
Chaetonerius perstriatus är en tvåvingeart som först beskrevs av Speiser 1910.  Chaetonerius perstriatus ingår i släktet Chaetonerius och familjen Neriidae.
Artens utbredningsområde är Tanzania. Inga underarter finns listade i Catalogue of Life.